# Олифер, Борис Алексеевич
Борис Алексеевич Олифер (22 июня 1937 — 22 мая 2014) — советский и белорусский кинооператор.

## Биография
Родился в Омске. Окончил ВГИК (1964). В 1964—1968 годы работал на киностудии «Туркменфильм». С 1968 года до конца 1990-х годов работал на киностудии «Беларусьфильм».
Умер 22 мая 2014 года в Минске.
Был женат на Изольде Кавелашвили, сценаристе и редакторе творческого объединения «Телефильм» киностудии «Беларусьфильм».

## Награды
- Государственная премия Белорусской ССР за съёмки телефильма «Руины стреляют…» (1974);
- Заслуженный деятель искусств Белорусской ССР (1974).

## Фильмография
1. 1966 — Пустыня
2. 1969 — Деревенские каникулы
3. 1970—1972 — Руины стреляют… (Государственная премия БССР, 1974)
4. 1974 — Пламя
5. 1975 — Надёжный человек
6. 1975 — Операция Ансамбль
7. 1977 — Встреча на далёком меридиане
8. 1979 — Родное дело
9. 1980 — Государственная граница. Мы наш, мы новый…
10. 1980 — Государственная граница. Мирное лето 21-го года
11. 1981 — Единственный мужчина
12. 1982 — Государственная граница. Восточный рубеж
13. 1984 — Государственная граница. Красный песок
14. 1984 — Деревья на асфальте
15. 1986 — Вызов
16. 1986 — Полёт в страну чудовищ[3]
17. 1987 — Приказ
18. 1989 — Его батальон
19. 1991 — Дура
20. 1993 — Тутэйшыя (Местные)[4]
21. 1994 — Заколдованные[5]
22. 1998 — Падение вверх